# Карамалы
Карамалы́ (баш. МФА: Ҡарамалыо файле) — река в России, протекает по Миякинскому и Стерлитамакскому районам Башкортостана. Длина реки составляет 16 км, площадь водосборного бассейна 68,2 км².
Начинается юго-западнее села Байтимирово, пересекает его, затем течёт на северо-восток по восточной окраине лесного массива. Далее выходит на открытую местность, протекает через село Уршакбашкарамалы. Устье реки находится в 176 км по левому берегу реки Уршак немного восточнее села Уршак.
Основной приток — речка Карагайлы — впадает справа.

## Данные водного реестра
По данным государственного водного реестра России относится к Камскому бассейновому округу, водохозяйственный участок реки — Белая от водомерного поста села Охлебино до города Уфы, без рек Уфы (от истока до посёлка городского типа Шакши) и Дёмы (от истока до водомерного поста у деревни Бочкарёвки), речной подбассейн реки — Белая. Речной бассейн реки — Кама.
Код объекта в государственном водном реестре — 10010201412111100019927.